# Portugal unter den Burgunderherrschern
Portugal unter den Burgunderherrschern beschreibt die Zeit der Herrschaft der Burgunder in Portugal, die von 1095 bis 1383 dauerte.
Die Vor- und Frühgeschichte Portugals ist in dem Artikel Vorgeschichte Portugals beschrieben. Die Geschichte des Landes von der römischen Besetzung bis zum Einfall der Mauren 711 beschreibt die Geschichte Portugals.

## Die ersten Burgunder in Portugal
Ab 718 begann von Asturien aus die Reconquista, die Rückeroberung der Iberischen Halbinsel von den Mauren. Ab 1086 wurden vom König von Asturien-León Kreuzfahrer ins Land geholt, die beim Kampf gegen die Mauren helfen sollten. Unter den Rittern waren Mitglieder der Familie der Herzöge von Burgund. Diese, selbst ein Zweig der in Frankreich herrschenden Kapetinger, waren jüngere Söhne der Herzöge, die in ihrem Land nicht zur Nachfolge berufen waren und aus Abenteuerlust nach Portugal gingen, damals noch ein Grenzland zu den maurischen Staaten. Der erste Burgunder, der das Gebiet des heutigen Portugals erreichte, war Graf Raymond von Armous, der Urraca von Kastilien, die Erbtochter Alfons’ VI., heiratete und 1093 Graf von Galicien wurde.

## 1095–1112: Heinrich von Burgund

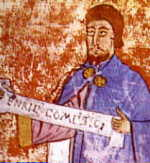
Heinrich von Burgund, Graf von Portugal

Wichtig für die portugiesische Geschichte wurde jedoch Heinrich von Burgund (1069–1112). Er ging an den Hof Alfons’ VI., zu dem durch dessen Heirat mit einer Tante Heinrichs bereits familiäre Beziehungen bestanden.
Um 1093 heiratete er Theresia von León, die nichteheliche Lieblingstochter von König Alfons. Als Mitgift erhielt er 1095 die gerade von den Mauren eroberten Gebiete in Nordportugal Entre Minho e Douro, Trás-Os-Montes, Beira, Porto, Braga, Viseu und Coimbra sowie Teile von Südgalizien als erbliches Lehen. Er erhielt auch das Recht, alles Land, das er von den Mauren dazu erobern könne, als erbliches Lehen zu behalten. Heinrich gründete 1104 das Erzbistum Braga und die Bistümer Porto, Lamego, Viseu und Coimbra. Die Stadt Guimarães, die sich deshalb heute stolz „die Wiege Portugals“ nennt, wurde zu seiner Residenz. Heinrich begründete die Herrschaft des Hauses Burgund in Portugal, die bis 1383 andauerte.
Unter der Herrschaft Heinrichs begannen sich die Gebiete der „Grafschaft Portugal“ als politische Einheit zu verstehen. Als König Alfons VI. 1109 verstarb, nutzte Heinrich die Gelegenheit, um seinen Herrschaftsbereich von der asturischen Oberherrschaft zu lösen. In Urkunden aus dieser Zeit vermied er zwar noch den Königstitel, benutzte aber bereits eine königsähnliche Titulatur; er bezeichnete sich als „nutu dei portugalensium patrie princeps“.

## 1112–1128: Theresia von León
1112 starb Heinrich von Burgund. In Portugal übernahm zunächst seine Witwe Theresia die Regentschaft für den noch minderjährigen Sohn Alfons I. Theresia wird als herrschsüchtige Frau beschrieben, die 1117 den Titel „Königin“ (Portugalensis Regina) annahm, was von kastilischer Seite nicht anerkannt wurde. In Kastilien herrschte zu diesem Zeitpunkt ihre Halbschwester Urraca. Gegen diese führte Theresia Feldzüge, ohne allerdings einen entscheidenden Erfolg zu erringen. In Portugal versuchte sie, ihren Sohn zugunsten ihres Liebhabers, des Grafen Ferdinand, von der Thronfolge auszuschließen. Dies und der Misserfolg gegenüber Kastilien – 1127 unterlag sie Alfons VII., einem Sohn der Urraca – zwang sie, die kastilische Lehnshoheit anzuerkennen, was für den Sohn schließlich das Signal für eine Rebellion gegen die Mutter war.

## 1128–1185: Alfons I.
Alfons I. besiegte seine Mutter 1128 in der Schlacht von São Mamede und übernahm daraufhin die Regierung. 1130 gründete der Templerorden seine erste Niederlassung in Portugal.
1135 verweigerte Alfons I. dem König Alfons VII. von Kastilien-León den Lehnseid. 1137 musste dieser die Oberhoheit Alfons I. über die Grafschaft Portugal anerkennen. Im Vertrag von Zamora 1143 wurde festgestellt, dass Portugal nicht mehr seiner Lehnshoheit unterstehe. Alfons I. nahm daraufhin den Titel des Königs von Portugal an, die Lehnshoheit der Könige von Asturien-León war damit auch formal beendet. 1179 erkannte Papst Alexander III. mit der Bulle Manifestis probatum die Unabhängigkeit des Landes an.

### Das Ende der Reconquista und der Kampf mit der Kirche
Während sich so der christliche Teil des Landes als von Kastilien unabhängiges Königreich konstituierte, ging die Reconquista gegen die Mauren, die immer noch den Süden des Landes beherrschten, weiter. Alfons I. gewann 1139 eine entscheidende Schlacht gegen die Mauren südwestlich von Beja bei Ourique. 1147 fielen Santarém und Lissabon an die Christen, letzteres mit Hilfe von Kreuzrittern des zweiten Kreuzzuges. Alfons I. gründete das Kloster Alcobaça und stiftete 1162 den Ritterorden von Avis.

## 1185–1211: Sancho I.
Nach dem Tode Alfons I. übernahm sein Sohn, Sancho I., der Besiedler oder der Volksfreund (1185–1211), den Thron. Dieser hatte bereits seit geraumer Zeit als Mitregent neben seinem Vater die portugiesische Politik bestimmt. Er holte die Zisterziensermönche ins Land, die die von den Mauren eroberten Gebiete christlich besiedeln sollten und eroberte 1189 Silves, die Hauptstadt der Mauren. Allerdings gingen die meisten dieser Eroberungen im nächsten Jahr wieder verloren.
Über Auseinandersetzungen um die Gültigkeit der Ehe seiner Tochter Theresia mit König Alfons IX. von León, sowie über Lehnsrechte, begann eine Auseinandersetzung mit der katholischen Kirche, die 1195 das Interdikt über Portugal verhängte. Die Auseinandersetzung zwischen Monarchie und Kirche sollte fast zweihundert Jahre dauern und stellt gewissermaßen die portugiesische Variante des Investiturstreits dar.
Zwei Hauptpunkte waren es, die zwischen Kirche und König umstritten waren. Zum einen ging es um die Besetzung kirchlicher Ämter, insbesondere das Recht der Kirche auf freie Bischofswahl. Die Könige dagegen bestanden auf ihrem Recht, Bischofsämter nach eigenem Gutdünken zu besetzen. Vor allem aber ging es um Landbesitz. Wie in anderen Ländern Europas auch hatte die Kirche in Portugal große Ländereien bekommen und war vor der Krone zum größten Landbesitzer aufgestiegen. Um die Krone zu stärken, versuchten die Könige deshalb, Lehen zugunsten der Kirche zu widerrufen und kirchliches Land einzuziehen. Dies führte natürlich zu großem Widerstand auf kirchlicher Seite.

## 1211–1223: Alfons II.
1211 verstarb König Sancho I. Sein Sohn Alfons II. folgte ihm nach. Er ist mit dem Beinamen „der Dicke“, in Portugal aber auch als Rei Legislador also als der „Gesetzgeber-König“ in die Geschichte eingegangen. Er berief 1211 die erste Cortes (Cortes von Coimbra) ein und schuf das erste zusammenhängende portugiesische Gesetzwerk. In seinen Gesetzen fortschrittlich, versuchte er, die Königsmacht zu Lasten des Adels und der Kirche zu stärken, was ihn im Volk sehr beliebt machte, ihm aber auch die Gegnerschaft der Kirche eintrug. So wurde er wiederholt gebannt und verwies seinerseits den Erzbischof von Braga des Landes. Mit Hilfe von ins Land geholten Kreuzfahrern nahm er die Reconquista wieder auf und eroberte Setúbal sowie Alcácer do Sal.

## 1223–1247/48: Sancho II.
Als Sancho II. (1223–1248), der älteste Sohn Alfons II., 1223 den portugiesischen Thron bestieg, befand sich das Land mitten in den Wirren, in die es der Kampf seines Vaters gegen die Kirche gestürzt hatte. Alfons II. war exkommuniziert gestorben, über das Land das Interdikt verhängt.
Sancho II. arrangierte sich zunächst mit der Kirche, ließ er den Erzbischof von Braga wieder ins Land und zahlte ihm eine hohe Entschädigung. Nach der Niederlage bei Elves 1226 und dem Sieg bei Aimonte 1239 gelang es ihm, die östliche Algarve und das Alentejo von den Mauren zu erobern.
Gegen Ende seiner Regierungszeit verstrickte sich jedoch auch Sancho II. zunehmend in Machtkämpfe mit der Kirche, besonders mit den Bischöfen von Lissabon und Porto, die Rückhalt bei Papst Gregor IX. fanden. 1238 wurde auch Sancho II. exkommuniziert. Die Adelsopposition im Lande verbündete sich nun mit der Kirche und versuchte, den König durch seinen jüngeren Bruder zu ersetzen. 1245 wurde die Ehe des Königs, die ohne päpstlichen Dispens geschlossen worden war, durch die Kirche zwangsgeschieden. Man wollte dadurch verhindern, dass der König legitime Nachkommen in die Welt setzen konnte. Im März 1245 klagte Papst Innozenz IV. in der Bulle Inter alia desiderabilia den König schlimmster Vergehen an, am 24. Juli erklärte er ihn in Grandi non immerito zum „rex inutilis“ und seinen Bruder, Alfons III., zum „Verwalter und Verteidiger“ des Königreiches, das in einen schweren Bürgerkrieg gestürzt wurde. Bis ins Jahr 1247 hielt sich Sancho II. mit seinen Anhängern, dann zog er nach Toledo, wo er schließlich verstarb.

## 1247/48–1279: Alfons III.
Alfons III., der jüngere Bruder des nun abgesetzten Königs, hatte viele Jahre am französischen Hof gelebt. Dort spielte seine Tante mütterlicherseits, Blanka von Kastilien, als Witwe König Ludwigs VIII. Regentin und Königsmutter, eine bedeutende Rolle. Durch Heirat erwarb Alfons III. die Grafschaft Boulogne. In dem Zerwürfnis seines älteren Bruders mit der Kirche sah Blanka von Kastilien die Möglichkeit, den französischen Einfluss auf der iberischen Halbinsel, wo Portugal, Aragón und León mehr England, dem großen Rivalen Frankreichs, zugewandt waren, auszubauen und unterstützte deshalb den Grafen von Boulogne gegen Alfons’ älteren Bruder Sancho. Es war vor allem ihrem Einfluss zu verdanken, dass der Papst auf dem Konzil von Lyon (1245) Alfons III. zum Administrator von Portugal – „cura et administratio generalis et libera“ – ernannte. Alfons III. begab sich nach Portugal. Es gelang ihm in einem längeren Bürgerkrieg, seinen Bruder zu besiegen. Formell war Sancho II. allerdings nicht abgesetzt, Alfons III. bezeichnete sich deshalb auch nur als Regent und bestieg erst 1248 den Thron, als sein Bruder ohne Kinder starb, und der Thron ihm deshalb auf dem Wege der normalen Erbfolge zufiel.
Alfons III. gelang 1250/51 die Eroberung der Algarve. Damit war die Reconquista in Portugal abgeschlossen, die Mauren waren aus dem Land vertrieben. Alfons verlegte 1256 die Hauptstadt von Coimbra nach Lissabon. Er trennte sich von seiner Ehefrau, da diese ihm nach zwei früh gestorbenen Söhnen keine Kinder mehr gebären konnte, wurde von der Kirche gebannt, da er seine zweite Frau heiratete, bevor die erste Ehe annulliert wurde, konnte sich jedoch wieder aus dem Bann lösen. Der erneute Versuch, die Rechte der Kirche zu beschneiden, zumindest deren massive Expansionsbestrebungen einzudämmen, führte zum großen Streit mit den Päpsten, die ihn wieder bannten und das Land mit dem Interdikt belegten. Er förderte die Besiedlung der eroberten Gebiete und die Landwirtschaft, genoss große Anhänglichkeit im Volk und stiftete 1259 das Kloster Santa Clara zu Santarém.

### Die Lage Portugals am Ende der Regierungszeit Alfons’ III.
Die mittelalterliche Gesellschaftsstruktur des Königreiches war durch die Reconquista geprägt. Christliche Militärorden, besonders der Templerorden und der Johanniterorden, die bei der Rückeroberung geholfen hatten, bekamen dafür große Landgebiete. Städte südlich des Tejo und in der Algarve wurden planmäßig angelegt, um das von den Mauren eroberte Land zu besiedeln und Wehrstädte anzulegen.
Den burgundischen Königen, die ihre Dynastie jetzt Alfonsin Dynastie nannten, standen die Cortes beratend zur Seite, eine Versammlung hoher Geistlicher und Landedelleute. 1276 wurde mit Pedro Giuliano der bisher einzige Portugiese auf den Heiligen Stuhl berufen (Papst Johannes XXI.).

## 1279–1325: Dionysius

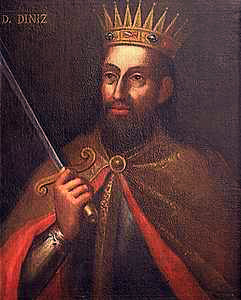
König Dionysius von Portugal

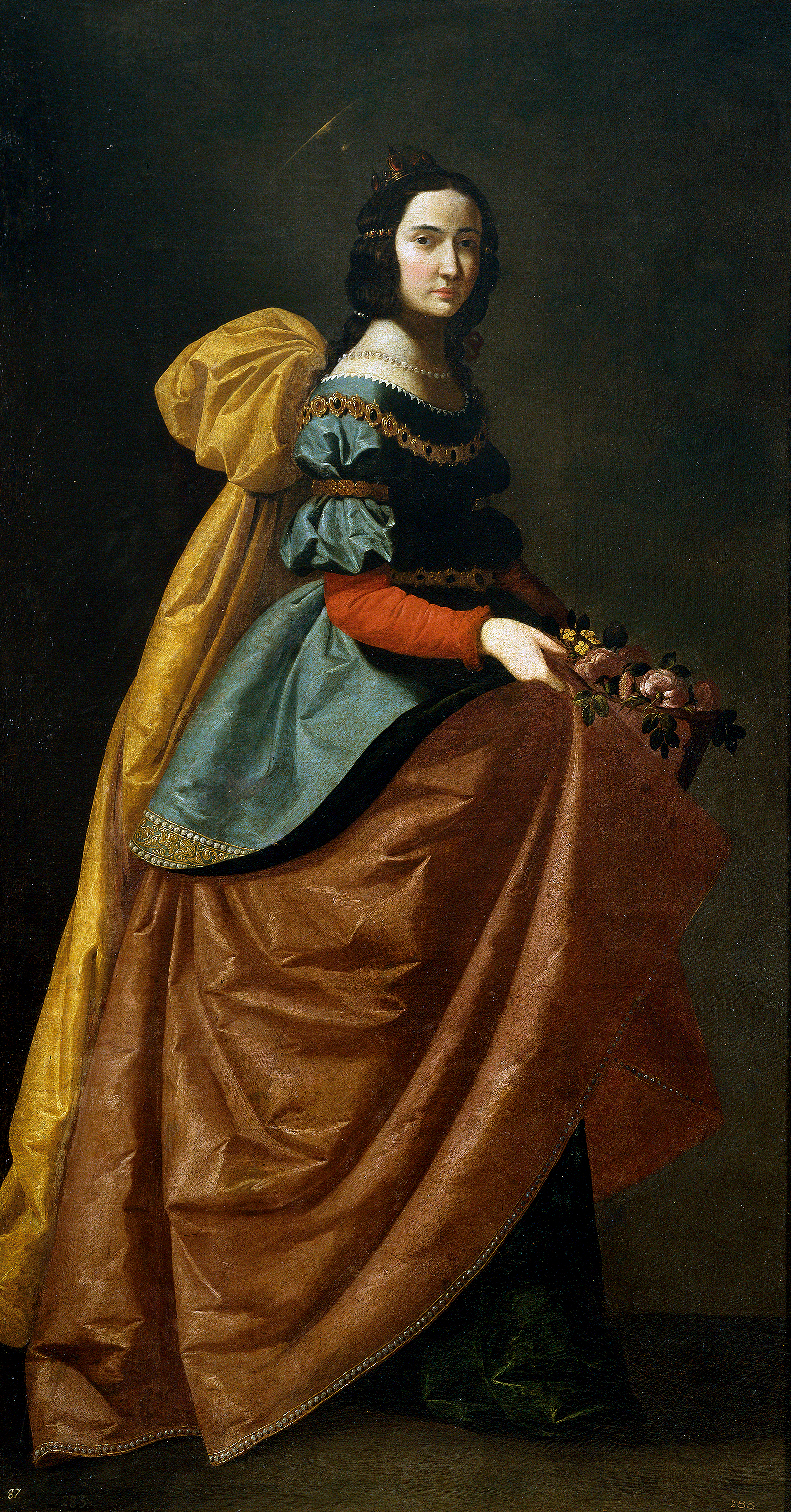
Die heilige Königin Isabel von Portugal, Ölgemälde von Francisco de Zurbarán, 184 × 98 cm, Museo del Prado.

1279 verstarb Alfons III. und sein ältester Sohn, Dionysius der Bauernkönig, trat seine Nachfolge an. Gleich zu Beginn seiner Herrschaft hatte sich Dionysius mit den Machtansprüchen seines jüngeren Bruders Alfons (1263–1312) auseinanderzusetzen. Bereits seit 1282 befand sich auch Kastilien im Bürgerkrieg. In diesem Jahr erklärte eine Adelsversammlung, dass der dortige König, Alfons X., nicht mehr regierungsfähig sei, setzte diesen also de facto ab. Des Königs zweitältester Sohn, Sancho IV., der Tapfere, wurde von der Adelsversammlung zum Reichsverweser bestimmt. Alfons X. reagierte darauf, indem er seinen Sohn enterben ließ. Der portugiesische Alfons verbündete sich daraufhin mit Alfons X. von Kastilien, wodurch Dionysius zum Bündnis mit dessen Gegner, Sancho IV., gezwungen wurde.
Der Friede zwischen Sancho IV. und Dionysius hielt indes nicht. Sancho fiel in Portugal ein, nach seinem Tode marschierte Dionysius dafür in Kastilien ein. 1297 wurde zwischen Dionysius und dem neuen kastilischen König Ferdinand IV. der Vertrag von Alcañices geschlossen. Durch diesen Vertrag wurde die Grenze zwischen Kastilien und Portugal endgültig festgelegt; sie entspricht im Wesentlichen der noch heute gültigen Grenze zwischen Spanien und Portugal. Der neue Frieden wurde zusätzlich durch Eheschließungen gefestigt. So heiratete Alfons III., der Sohn des König Dionysius, eine Schwester des kastilischen Königs, der kastilische König selbst heiratete eine Schwester König Dionysius.

### Das Ende des Konfliktes mit der Kirche
Auch bei der zweiten großen Frage, die die portugiesische Politik seinerzeit bestimmte, dem Verhältnis zur Kirche und zum Papsttum, gelang es Dionysius, eine Lösung zu finden. Dionysius hatte den Konflikt ja noch aus der Regierungszeit seines Vaters geerbt, bei seinem Regierungsantritt befand sich Portugal bereits seit 1277 unter der Kirchenstrafe des Interdikt. Das Interdikt war eine der schärfsten Waffen des Kirchenrechts, denn es betraf, anders als der Bann oder die Exkommunizierung des Herrschers, nicht nur den Herrscher selbst, sondern auch alle seine Untertanen. Diese waren durch das Interdikt daran gehindert, die Messe zu hören, folglich war ihr Seelenheil in höchster Gefahr, was normalerweise zu großer Unruhe und Unzufriedenheit in der Bevölkerung führte.
Dionysius gelang es, auch diesen Konflikt zu entschärfen. 1289 fanden das Papsttum, der portugiesische Klerus und das Königshaus eine Kompromissformel, die es Papst Nikolaus IV. erlaubte, das Interdikt aufzuheben. Nach dem vereinbarten Konkordat sollte das kirchliche Land, das seinerzeit Alfons III. eingezogen hatte, der Kirche zurückgegeben werden. Der König versprach, die kirchlichen Privilegien und Immunitäten zu achten, das Recht der Kirche auf freie Bischofswahl wurde garantiert. Wenn auch nach den Bestimmungen des Konkordats das Königtum der Kirche größere Zugeständnisse machen musste, kann man doch nicht von einem Sieg der Kirche sprechen. Denn die nächsten Jahre sahen eine Schwächung des Papsttums, so dass der portugiesische Klerus mehr und mehr in Abhängigkeit vom König geriet.
1290 verlieh der Papst den portugiesischen Santiago-Rittern das besondere Vorrecht, sich – auf Kosten des kastilischen Ordensmeisters – einen eigenen Provinzialmeister zu wählen, wovon bis 1297 und dann seit 1315 ununterbrochen Gebrauch gemacht wurde. Papst Johannes XXII. erlaubte Dionysius 1319 sogar, aus dem portugiesischen Teil des 1312 aufgelösten Templerordens einen eigenen nationalen zu gründen, den Christusorden.
Dionysius wird zu den großen portugiesischen Königen gezählt. Durch den Vertrag von Alcañices hatte er die Grenzen seines Reiches gesichert, durch das Konkordat von 1289 den Konflikt mit der Kirche entschärft. Die Zeiten relativer Ruhe, die nun anbrachen, nutzte er zum Aufbau seines Landes. Er baute 50 Festungen, um die Grenzen zu bewachen, und gründete die erste portugiesische Universität in Coimbra. Mit England wurde 1294 ein Handelsvertrag geschlossen, der erste einer langen Reihe von Pakten und Beistandsverträgen zwischen beiden Ländern. Der König förderte den Handel und die Entwicklung der Landessprache Portugiesisch gegenüber dem Lateinischen und ließ die erste portugiesische Flotte errichten. Portugal hatte zur Zeit seiner Regierung fast eine Million Einwohner. Um die gestiegene Einwohnerzahl ernähren zu können, widmete er sich besonders der Förderung der Landwirtschaft, was seinen Beinamen „der Ackerbauer“ oder „der Bauernkönig“ (o lavrador) erklärt.

### Nachfolgestreitigkeiten
Das Ende der Herrschaft König Dionysius wurde allerdings erneut von Nachfolgekämpfen überschattet. Sein Erbe, Alfons IV., befürchtete, von seinem Vater zugunsten dessen nichtehelicher Söhne vom Thron verdrängt zu werden, und nahm deshalb den Kampf gegen seinen Vater auf. Dionysius verstarb, von seinem Volk hochverehrt, 1325 in Santarém.

## 1325–1357: Alfons IV.
Alfons IV., der nach dem Tode seines Vaters 1325 den portugiesischen Thron bestieg, musste sich so zu Anfang seiner Regierungszeit mit seinen Halbbrüdern, nichtehelichen Kindern seines Vaters, auseinandersetzten. Nach seiner Thronbesteigung verbannte er diese aus Portugal, was zu einem bewaffneten Konflikt führte, der aber durch Vermittlung Elisabeths von Portugal beigelegt werden konnte.
Gegen Anfang seiner Regierungszeit vernachlässigte Alfons seine Pflichten als Herrscher völlig und gab sich stattdessen der Jagdleidenschaft hin. Erst nach schweren Vorwürfen der Cortes, die sogar mit seiner Absetzung und der Wahl eines neuen Königs drohten, besserte sich der König.
Mit Kastilien kam es zu neuen Zerwürfnissen. Alfons IV. hatte seine Tochter Maria mit dem kastilischen König Alfons XI. verheiratet und klagte seinen Schwiegersohn nun an, seine Tochter unwürdig zu behandeln. Gleichzeitig vernachlässigte sein eigener Sohn, Erbprinz Peter, seine Frau, eine kastilische Prinzessin, zugunsten seiner Geliebten Inês de Castro, was auf kastilischer Seite zu Verstimmungen führte. Ein drohender Krieg zwischen Kastilien und Portugal wurde nur durch das Eingreifen der Königinwitwe Elisabeth verhindert. Außerdem musste Kastilien nachgeben, da es von den Mauren bedroht wurde. Nach der Aussöhnung nahm Alfons IV. aktiv an der Seite Kastiliens an der Reconquista gegen die Mauren teil, so kämpfte er 1340 in der Schlacht am Salado. Mit dieser Schlacht waren maurische Versuche, in Portugal wieder Fuß zu fassen, endgültig vereitelt worden.
Während der Herrschaft Alfons IV. wurde Portugal von einer schlimmen Pestepidemie verheert.
Die letzten Jahre seiner Regierung waren von einem Konflikt mit seinem Sohn Peter überschattet. Bereits im Alter von fünf Jahren war Peter mit Blanca von Kastilien verheiratet worden, einer Tochter des Infanten Peter von Kastilien. Als Peter erwachsen wurde, weigerte er sich allerdings, die Ehe zu konsumieren, so dass Blanca nach Kastilien zurückgeschickt werden musste, womit ein portugiesisch-kastilisches Bündnis erst einmal zerbrach.
Alfons IV. gab seine Pläne für ein Bündnis mit Kastilien allerdings nicht auf und schmiedete unverdrossen weitere Heiratspläne für seinen Sohn. 1340 war es dann endlich so weit. Peter heiratete, mehr gezwungen als freiwillig, Constanza Manuela von Kastilien, Enkeltochter von König Ferdinand III. Seine wirkliche Liebe galt jedoch Inês de Castro, einer kastilischen Adeligen, die im Gefolge seiner Frau als Hofdame an den portugiesischen Thron gekommen war. Spätestens nach dem Tode seiner Frau begann er eine Beziehung zu Inês de Castro, die ihm mehrere Kinder gebar. Angeblich soll er sie sogar heimlich geheiratet haben.
Die Beziehung zu Inês de Castro missfiel König Alfons IV. und war eine hochpolitische Angelegenheit. Inês de Castro hatte Peter nämlich vier Söhne geboren, und diese bedrohten nach Meinung Alfons’ IV., das Nachfolgerecht des legitim geborenen Infanten, Ferdinand I., des ältesten Sohnes Peters mit seiner verstorbenen Frau Constanza. Zudem waren die de Castros in Kastilien eine mächtige Adelsfamilie, die Inês bei einem möglichen Versuch, ihre eigenen Kinder in die Thronfolge zu bringen, unterstützt hätten. Eine solche Konstellation, bei der der kastilische Adel Einfluss auf die portugiesische Politik hätte gewinnen können, missfiel nicht nur dem König, sondern auch den Cortes und dem portugiesischen Adel, der sehr auf seine Unabhängigkeit von Kastilien bedacht war. Alfons IV. sah sich deshalb zum Handeln gezwungen. Besorgt um Portugals Unabhängigkeit, berief der Dom Alfons IV. Anfang 1355 einen Kronrat, welcher die Kastilierin des Hochverrats beschuldigte und gleichzeitig zum Tode verurteilte. Eine Abwesenheit seines Sohnes nutzend, ließ er 1355 Inês de Castro enthaupten.

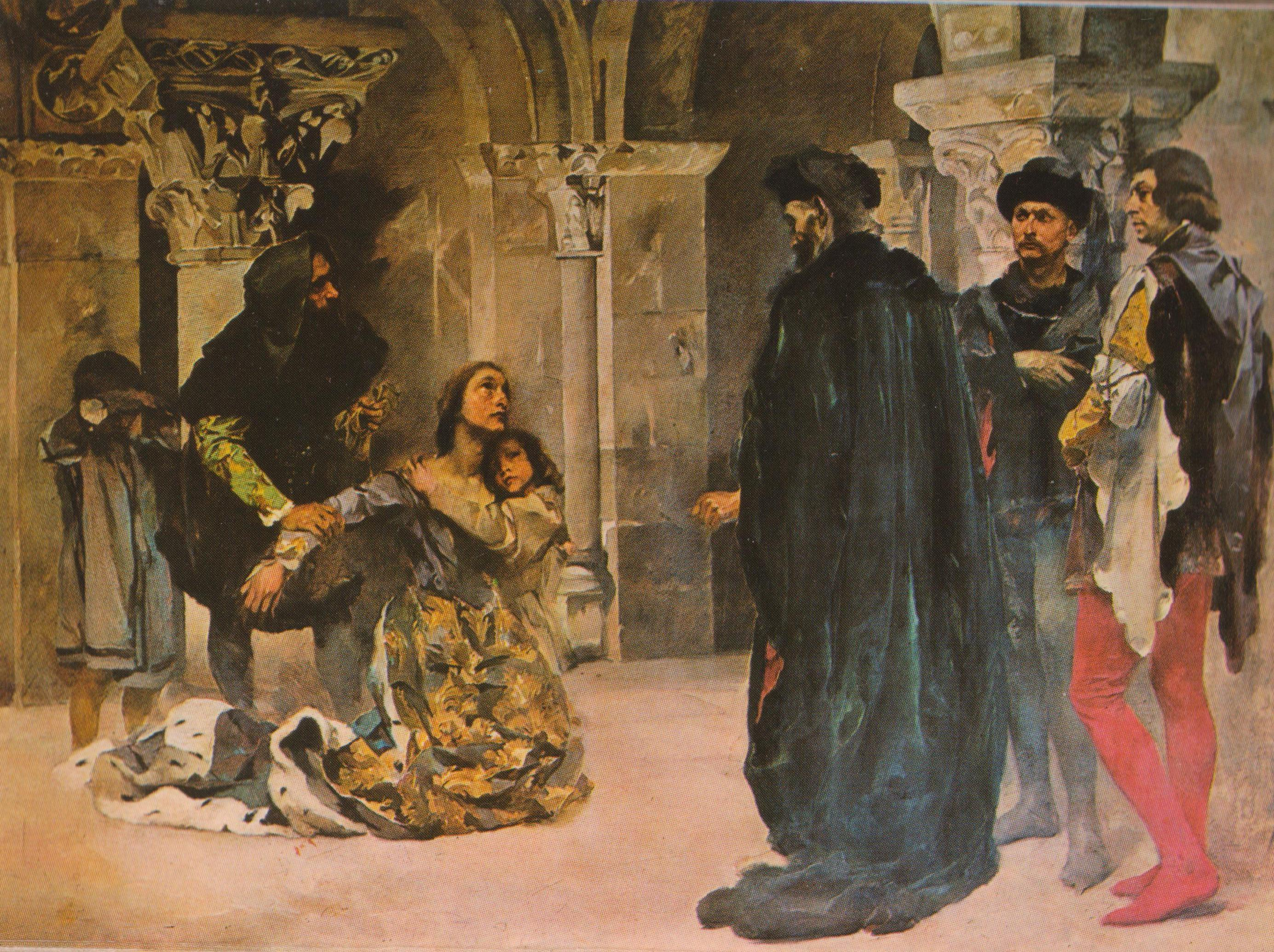
Der Mord an Inês de Castro

Die Hinrichtung verursachte einen Bürgerkrieg zwischen Vater und Sohn. Zwar wurde der Konflikt 1356 vorläufig gelöst, Alfons IV. wurde gezwungen, seinen Sohn zum Mitregenten zu ernennen, wäre aber vermutlich wieder aufgebrochen, wenn Alfons IV. nicht kurze Zeit später verstorben wäre.

## 1357–1367: Peter I.

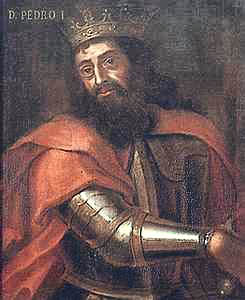
Peter I. von Portugal

Peter I. besteigt 1357 den portugiesischen Thron. In die Geschichte ging er mit den beiden Beinamen o cruel, „der Grausame“, und o Justiciero, „der Gerechte“, ein. Zu Beginn seiner Regierungszeit verbündete er sich mit Kastilien und erreichte so die Auslieferung der Mörder seiner Geliebten, die sich nach dem Tode seines Vaters dorthin geflüchtet hatte. Angeblich ließ er sie foltern, ihnen bei lebendigem Leibe die Herzen herausreißen, um diese sodann zu verspeisen, was ihm den Beinamen „der Grausame“ einbrachte. Des Weiteren wird berichtet, dass er seine geliebte Inês de Castro exhumieren und in einer feierlichen Zeremonie zur Königin krönen ließ. Von Rachegedanken getrieben, befahl er dem anwesenden Hofstaat, der frisch gekrönten Königin die verweste Hand zu küssen.
Danach hielt er sich aus dem kastilischen Händel, wo ein Konflikt zwischen Prinzregent Peter und seinem Halbbruder Heinrich II. Trastámara ausbrach, weitgehend heraus. Dies brachte Portugal eine Zeit des Friedens.
Peter zentralisierte das Land weiter und kümmerte sich besonders um die Rechtsprechung, wohl auch, um die Benutzung der Justiz zur Beseitigung missliebiger Personen, wie es sein Vater im Falle seiner Geliebten gezeigt hatte, unmöglich zu machen. Diese Bestrebungen brachten ihm im Volke, wo er ausgesprochen beliebt war, seinen zweiten Beinamen „o Justiciero“ ein.
Der Kirche verbot er, päpstliche Sendschreiben ohne das besondere Einverständnis des Königs zu verbreiten.

## 1367–1383: Ferdinand I.
Nach dem Tode Peter I. regierte von 1367 bis 1383 sein Sohn Ferdinand I., der Höfliche oder der Schöne, der letzte Herrscher aus dem Hause Burgund, in Portugal. Anders als sein Vater benutzte er die erste Möglichkeit, sich in die kastilischen Thronwirren einzuschalten – mit schlimmen Folgen für sein eigenes Land. Bereits 1369 kam es zu einem ersten Krieg mit Kastilien. Ferdinand I., der in mütterlicher Linie Urenkel des kastilischen Königs Sancho IV. war, erhob Ansprüche auf den kastilischen Thron. Den hatte Heinrich II. Trastamara usurpiert, ein nichtehelicher Sohn Sanchos IV., nachdem er zuvor den legitimen Thronerben, Prinzregent Peter, hatte ermorden lassen.
Portugals Krieg gegen Kastilien verlief wenig erfolgreich. Im Frieden von Alcoutim musste Ferdinand zunächst auf seine Ansprüche verzichten. Außerdem verpflichtete sich der König, eine Tochter Heinrich II. zu heiraten. Der König verliebte sich allerdings in Leonore Teles de Menezes, eine portugiesische Adlige, und heiratete schließlich sie. Heinrich, verärgert über den Vertragsbruch, griff Portugal an und plünderte 1373 Lissabon. Portugal verbündete sich daraufhin mit England, das eigene Ansprüche auf den kastilischen Thron geltend machte, da der Herzog von Lancaster und der Earl von Cambridge beide mit Töchtern Peter des Grausamen verheiratet waren. Damit wurde Portugal auch zu einem Nebenschauplatz des Hundertjährigen Krieges zwischen England und Frankreich.
Da die Engländer jedoch nicht, wie versprochen, Truppen schickten, musste Ferdinand I. im Vertrag von Santarém (1373) mit Kastilien Frieden schließen. Nachdem Heinrich II. von Kastilien 1379 starb, trat Ferdinand I. in Geheimverhandlungen mit beiden Seiten ein, und versprach sowohl den Engländern als auch Kastilien eine Allianz. Seine zehnjährige Tochter Beatrix sollte danach entweder Eduard, den Sohn des Earl of Cambridge, heiraten, oder den Sohn von Johann I., dem Nachfolger Heinrichs auf dem Thron Kastiliens. Nachdem der Earl of Cambridge 1381 mit 3.000 Mann in Lissabon gelandet war, wurde die Verlobung seines Sohnes mit Beatrix gefeiert. Allerdings brach der Feldzug gegen Kastilien bald zusammen, und so kehrte Edmund von Cambridge 1382 nach England zurück, ohne dass es zur Vermählung seines Sohnes gekommen wäre.
Ferdinand I. versuchte weiterhin verzweifelt, das Überleben Portugals als unabhängigen Staat sicherzustellen. Er hatte außer Beatrix keine Kinder und somit keine männlichen Erben. Mit seinem Tode würde also der letzte legitime Nachkomme Heinrich von Burgunds und damit die Dynastie der Afonso in Portugal aussterben. Nachdem sich die englische Verbindung als enttäuschend herausgestellt hatte, nahm er deshalb erneut Kontakt zu Kastilien auf. Seine Tochter sollte nun Johann I. selbst, nicht mehr dessen Sohn, heiraten, da dieser vor kurzem Witwer geworden war. Portugal sollte nach dem Tode Ferdinand I. so lange von einem Kronrat regiert werden, bis ein männliches Kind von Beatrix und Johann alt genug sein würde, zu regieren. Sollte die Ehe kinderlos bleiben, würde Portugal zwar an Kastilien fallen, dieses jedoch Portugals Autonomie garantieren. 1383 verließ Beatrix Portugal Richtung Kastilien und im selben Jahr starb Ferdinand I.

## 1383: Nachfolgefragen und das Ende der Burgunderherrschaft in Portugal
Die portugiesische Politik war bereits in den letzten Jahren der Regierung von Ferdinand I. von der Frage der Thronfolge überschattet gewesen. Zwar wollte Ferdinand seiner eigenen Tochter und deren Kindern den Thron erhalten, da er aber keine männlichen Nachkommen hatte, bemühten sich auch seine Halbbrüder, die anderen Kinder Peters I., um den Thron. Hier sind zunächst die beiden Infanten Dinis und Johann zu nennen, Kinder Peter I. aus seiner Beziehung mit Inês de Castro. Ihr Anspruch stand jedoch auf schwachen Füßen. Denn die Trauung Peter I. mit Inês de Castro hatte nur heimlich stattgefunden, und auch wenn sich Peter I. nach dem Tode seines Vaters zu seiner Frau und seinen Kindern bekannte, sprachen viele diesen dennoch die legitime Geburt und damit das Thronfolgerecht ab. Dazu kam, dass den beiden Infanten wegen ihrer mütterlichen Verwandtschaft mit den kastilischen de Castros große Teile des Adels ablehnend gegenüberstanden.
Ein weiterer Thronprätendent war Johann von Avis, seit 1363 Großmeister des Ritterorden von Avis. Er war zweifelsohne nichtehelich, da er nicht Inês de Castro zur Mutter hatte, sondern einer weiteren Beziehung Peter I. entsprungen war. Dies verlieh ihm aber in den Augen des portugiesischen Adels den Vorteil, nicht kastilisch versippt zu sein.
In den letzten Lebensjahren Ferdinands I. übte seine Frau, Leonore Teles de Meneses, immer größeren Einfluss aus. Um ihrer Tochter den Thron und sich selbst möglichst großen Einfluss zu sichern, sorgte sie dafür, dass die beiden Infanten Dinis und Johann das Land verließen. Nach dem Tod Ferdinands I. (22. Oktober 1383) ließ Johann I. von Kastilien die Infanten einsperren, da er selbst als Beatrix’ Gemahl Ambitionen auf den portugiesischen Thron hatte. 1385 wurde aber Johann von Avis zum neuen König Portugals gewählt und konnte seine Stellung durch seinen Sieg in der Schlacht von Aljubarrota behaupten.